# Rafael Valdivieso Miranda
Rafael Valdivieso Miranda (ur. 18 marca 1968 w David) – panamski duchowny katolicki, biskup diecezjalny Chitré od 2013.

## Życiorys
Święcenia kapłańskie otrzymał 16 grudnia 1995 i został inkardynowany do archidiecezji panamskiej. Przez wiele lat pracował w parafiach archidiecezji, był także kapelanem stołecznego szpitala oraz wykładowcą, ekonomem i rektorem panamskiego seminarium.
25 kwietnia 2013 papież Franciszek mianował go biskupem diecezjalnym Chitré. 6 lipca 2013 z rąk arcybiskupa Andrésa Carrascosa Coso przyjął sakrę biskupią.